# Dzon Delarge
Dzon Delarge, né le 24 juin 1990 à Brazzaville, est un footballeur international congolais qui évolue au poste d'attaquant au club albanais du KF Egnatia Rrogozhinë.

## Biographie

### Débuts en club
Formé à la Kadji Sport Academies, centre de formation qui a vu éclore un bon nombre d'internationaux Camerounais à l'instar de Samuel Eto'o ou Nicolas Nkoulou. Dzon Delarge est très vite repéré par le Coton Sport de Garoua, club champion du Cameroun à l'époque avant de rejoindre l'Union Douala. Il rejoint ensuite l'Europe au DAC Dunajská Streda.

### Dunajska Streda
Delarge joue son premier match en Première division le 17 juillet 2011 avec Dunajská Streda face au Spartak Trnava (2-1) et inscrit 8 buts en 32 matchs. Ce qui attire l'attention du Slovan Liberec tout juste sacré champion de Gambrinus Liga.

### Slovan Liberec
En juillet 2012, il signe au FC Slovan Liberec où il s'impose très rapidement comme titulaire sur les côtés. Après être sorti vainqueur du troisième tour de la Ligue Europa contre Zurich, Delarge inscrit le second but du match aller contre l'Udinese Calcio.
En 2014, Delarge est reconnu comme le joueur le plus rapide du championnat tchèque.
Delarge remporte la Coupe de Tchéquie avec le Slovan Liberec à l'issue de la saison 2014-2015.
Il joue au total 64 matchs en championnat pour 12 buts et 3 passes décisives avec le club tchèque.

### Admira Wacker
Le 1er février 2016, il rejoint le club Autrichien de l'Admira Wacker qui le prête dans la foulée à l'Osmanlıspor.

### Osmanlıspor
Pour son premier match, Delarge est remplaçant, il entre en jeu à la 63e minute du match de son équipe contre Sivasspor et délivre une passe décisive pour une victoire 4-0.
Il est titulaire la première fois, trois journées plus tard lors du match contre Trabzonspor et délivre deux passes décisives qui permettent a Osmanlispor de s'imposer 2-1. Il ne quitte plus par la suite le onze titulaire de l'équipe jusqu'à la fin de la saison. Le club parvient à se qualifier en Ligue Europa.
Il marque son premier but sous ses nouvelles couleurs le 4 août 2016 lors du match retour du troisième tour de qualification de Ligue Europa face au JK Nõmme Kalju.

### Bursaspor
Le 10 août 2017, Delarge est transféré au Bursaspor.

### Qarabağ FK
En juillet 2018, Delarge rejoint le Qarabağ FK.
Le 1er août 2018, Delarge marque pour ses débuts à Qarabağ, scellant une victoire 3-0 contre le FK Kukës en Ligue des champions.

### Dynamo České Budějovice
Delarge signe au Dynamo České Budějovice en septembre 2019.

### Boluspor
En janvier 2020, Delarge signe au Boluspor. Après avoir disputé huit matchs pour un but, il est libéré du club au mois de mars, en pleine pandémie de Covid-19. 

### Akhisar Belediyespor
Le 13 janvier 2021, Delarge s'engage à l'Akhisar Belediyespor.
Titulaire pour ses débuts lors de la 18e journée de 1.Lig le 24 janvier, Delarge marque et délivre une passe décisive contre le Tuzlaspor (victoire 0-3).

### En équipe nationale
Delarge fait ses débuts internationaux le 2 juin 2012 contre le Burkina Faso.

## Statistiques
| Saison                | Club                  | Championnat           | Championnat | Championnat | Championnat | Coupe(s) nationale(s) | Coupe(s) nationale(s) | Coupe(s) nationale(s) | Supercoupe | Supercoupe | Supercoupe | Compétition(s) continentale(s) | Compétition(s) continentale(s) | Compétition(s) continentale(s) | Compétition(s) continentale(s) | Congo | Congo | Congo | Total | Total | Total |
| Saison                | Club                  | Division              | M.          | B.          | P.d.        | M.                    | B.                    | P.d.                  | M.         | B.         | P.d.       | Comp.                          | M.                             | B.                             | P.d.                           | M.    | B.    | P.d.  | M.    | B.    | P.d.  |
| 2011-2012             | Dunajská Streda       | 1                     | 32          | 8           | 4           | 0                     | 0                     | 0                     | -          | -          | -          | -                              | -                              | -                              | -                              | 3     | 0     | 0     | 35    | 8     | 4     |
| Sous-total            | Sous-total            | Sous-total            | 32          | 8           | 4           | 0                     | 0                     | 0                     | -          | -          | -          | -                              | -                              | -                              | -                              | 3     | 0     | 0     | 35    | 8     | 4     |
| 2012-2013             | Slovan Liberec        | 1                     | 20          | 4           | 1           | 6                     | 3                     | 0                     | -          | -          | -          | C1                             | 1                              | 0                              | 0                              | 3     | 1     | 0     | 30    | 8     | 1     |
| 2013-2014             | Slovan Liberec        | 1                     | 18          | 1           | 1           | 1                     | 0                     | 0                     | -          | -          | -          | C3                             | 11                             | 3                              | 0                              | 1     | 0     | 0     | 31    | 4     | 1     |
| 2014-2015             | Slovan Liberec        | 1                     | 19          | 6           | 1           | 6                     | 2                     | 0                     | -          | -          | -          | C3                             | 3                              | 1                              | 0                              | 1     | 0     | 0     | 29    | 9     | 1     |
| 2015-2016             | Slovan Liberec        | 1                     | 7           | 1           | 0           | 2                     | 0                     | 0                     | 1          | 0          | 0          | C3                             | 4                              | 1                              | 0                              | 0     | 0     | 0     | 14    | 2     | 0     |
| Sous-total            | Sous-total            | Sous-total            | 64          | 12          | 3           | 15                    | 5                     | 0                     | 1          | 0          | 0          | -                              | 19                             | 5                              | 0                              | 5     | 1     | 0     | 104   | 23    | 3     |
| 2016                  | Osmanlıspor (prêt)    | 1                     | 15          | 0           | 4           | 0                     | 0                     | 0                     | -          | -          | -          | -                              | -                              | -                              | -                              | 0     | 0     | 0     | 15    | 0     | 4     |
| 2016-2017             | Osmanlıspor (prêt)    | 1                     | 21          | 1           | 0           | 6                     | 0                     | 0                     | -          | -          | -          | C3                             | 14                             | 2                              | 1                              | 2     | 0     | 0     | 43    | 3     | 1     |
| Sous-total            | Sous-total            | Sous-total            | 36          | 1           | 4           | 6                     | 0                     | 0                     | -          | -          | -          | -                              | 14                             | 2                              | 1                              | 2     | 0     | 0     | 58    | 3     | 5     |
| 2017-2018             | Bursaspor             | 1                     | 25          | 5           | 1           | 5                     | 0                     | 2                     | -          | -          | -          | -                              | -                              | -                              | -                              | 3     | 0     | 0     | 33    | 5     | 3     |
| Sous-total            | Sous-total            | Sous-total            | 25          | 5           | 1           | 5                     | 0                     | 2                     | -          | -          | -          | -                              | -                              | -                              | -                              | 3     | 0     | 0     | 33    | 5     | 3     |
| 2018-2019             | Qarabağ FK            | 1                     | 10          | 2           | 2           | -                     | -                     | -                     | -          | -          | -          | C1+C3                          | 3+6                            | 1+0                            | 0                              | 1     | 0     | 0     | 20    | 3     | 2     |
| Sous-total            | Sous-total            | Sous-total            | 10          | 2           | 2           | -                     | -                     | -                     | -          | -          | -          | -                              | 9                              | 1                              | 0                              | 1     | 0     | 0     | 20    | 3     | 2     |
| 2019-2020             | České Budějovice      | 1                     | 3           | 0           | 0           | 1                     | 0                     | 0                     | -          | -          | -          | -                              | -                              | -                              | -                              | -     | -     | -     | 4     | 0     | 0     |
| Sous-total            | Sous-total            | Sous-total            | 3           | 0           | 0           | 1                     | 0                     | 0                     | -          | -          | -          | -                              | -                              | -                              | -                              | -     | -     | -     | 4     | 0     | 0     |
| 2019-2020             | Boluspor              | 2                     | 8           | 1           | 0           | -                     | -                     | -                     | -          | -          | -          | -                              | -                              | -                              | -                              | -     | -     | -     | 8     | 1     | 0     |
| Sous-total            | Sous-total            | Sous-total            | 8           | 1           | 0           | -                     | -                     | -                     | -          | -          | -          | -                              | -                              | -                              | -                              | -     | -     | -     | 8     | 1     | 0     |
| 2020-2021             | Akhisar Belediyespor  | 2                     | 7           | 2           | 2           | -                     | -                     | -                     | -          | -          | -          | -                              | -                              | -                              | -                              | -     | -     | -     | 7     | 2     | 2     |
| Sous-total            | Sous-total            | Sous-total            | 7           | 2           | 2           | -                     | -                     | -                     | -          | -          | -          | -                              | -                              | -                              | -                              | -     | -     | -     | 7     | 2     | 2     |
| Total sur la carrière | Total sur la carrière | Total sur la carrière | 185         | 31          | 16          | 27                    | 5                     | 2                     | 1          | 0          | 0          | -                              | 42                             | 8                              | 1                              | 14    | 1     | 0     | 269   | 45    | 19    |

## Palmarès
Slovan Liberec
- Coupe de Tchéquie
  - 2015

 Qarabağ FK
- Premyer Liqası
  - Vainqueur en 2019